# Alcazaba (Malaga)
Pour les articles homonymes, voir Alcazaba.
L'Alcazaba de Malaga (de l'arabe al-Qasbah, en arabe : قصبة, signifiant "citadelle") est un palais et une forteresse bâtie par la Taifa des Hammudites au XIe siècle dans la ville andalouse de Malaga. Bien qu'elle soit reliée au Château du Gibralfaro, les deux fortifications sont deux monuments distincts et d'époques différentes. 

## Histoire

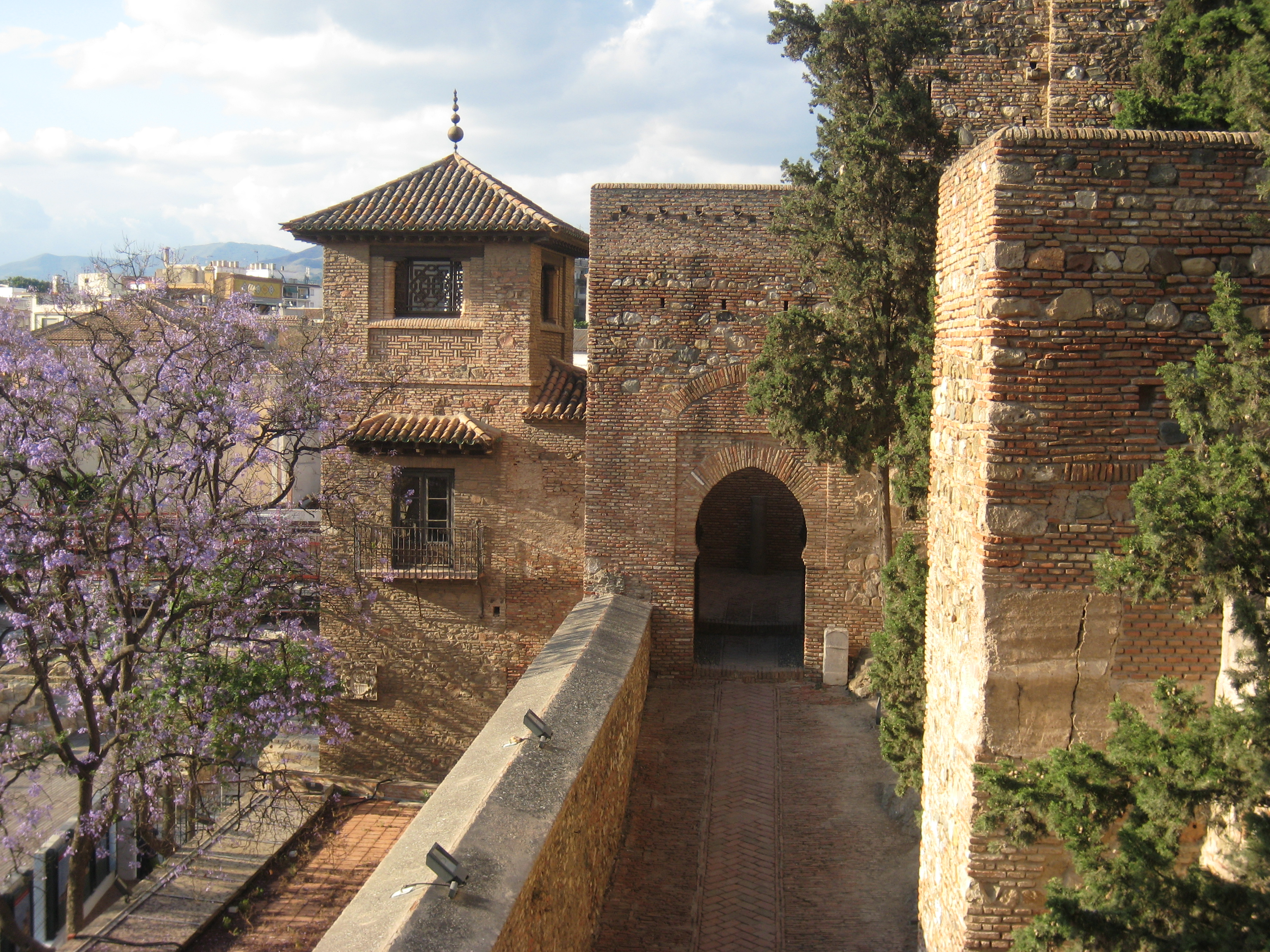
Entrée de l'Alcazaba

L'Alcazaba de Malaga fut construite sur les vestiges d'une forteresse romaine par la Taifa de grenade vers le XIe siècle sous le règne de Badis ben Habus. Cette dernière protégeait la province de Grenade convoitée par les chrétiens. En plus de son rôle défensif, l'Alcazaba fut la résidence du gouverneur de la ville à l'époque musulmane. À la suite de la prise de Malaga par les Rois catholiques en 1487, plusieurs rois y habiteront comme Philippe IV ou encore Charles III d'Espagne.

## Architecture
L'Alcazaba de Malaga est construite sur une colline surplombant la ville et offre une vue sur la mer et sur l'actuel port. Elle fut autrefois reliée aux remparts de la ville aujourd'hui disparus. Ces derniers formaient une troisième paroi autour d'elle. L'enceinte est alignée de 30 tours barlongues et 20 portes fortifiées dans la pure tradition de l'architecture arabo-musulmane d'Occident.
Les ruines du Théâtre romain datant du Ier siècle apr. J.-C. furent utilisées par les Maures pour la construction de l'Alcazaba. Selon l'architecte restaurateur Leopoldo Torres Balbás, l'Alcazaba de Malaga est le modèle de l'architecture militaire de la période Taifa, avec ses doubles parois et ses nombreuses fortifications. Son seul parallèle est le Krak des Chevaliers en Syrie. L'Alcazaba est aujourd'hui parmi les forteresses de l'Espagne musulmane les mieux préservées.
L'entrée se fait depuis la  "Puerta de la Bóveda" (la Porte de la Voute) bien qu'un ascenseur fut aménagé dans la calle Guillén Sotelo pour faciliter le passage. L'enceinte interne n'est accessible que par la Puerta de los Cuartos de Granada (Porte des quartiers de Grenade) qui protège l'aile ouest du palais. La brique et la pierre dominent sur les façades de l'enceinte. Des voies tortueuses jalonnées de  fontaines se croisent dans des jardins de topiaire. Ces derniers, à travers la Puerta de las Columnas (Porte des Colonnes), permettent l’accès aux appartements du gouverneur. Autour des patios rectangulaires, dont le Patio de Armas (Cour d’Armes), se dressent de grandes salles aux plafonds en bois sculpté et aux murs ornés de stuc. À l'est se trouve la Torre del Homenaje (Tour de l'Hommage) semi en ruine où les rois Ferdinand et Isabelle père et fondateur dressèrent leur étendard après avoir assiégé Malaga en 1487.

### La plaza de Armas (la place des Armes)
La place des Armes est une esplanade aménagée en jardin hispano-mauresque. Il s’agit d’un reconstitution historiciste. L’architecte Fernando Guerrero-Strachan Rosado s’est basé sur des gravures de Malaga au XVIe siècle. Son interprétation l’a amené à enserrer ce jardinet et sa fontaine d’une verdoyante pergola.

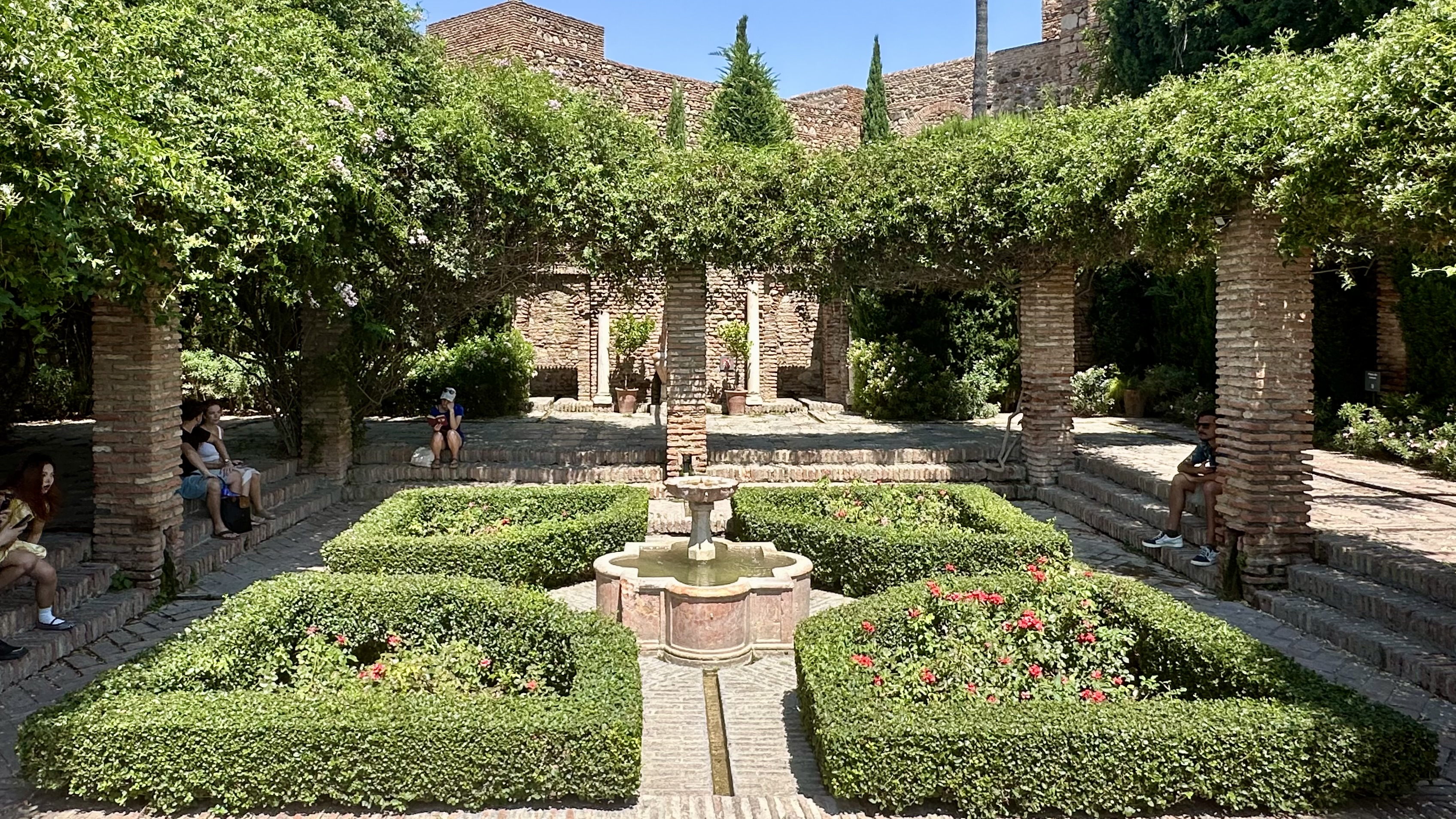

## Protection
L'Alcazaba fait l’objet d’un classement en Espagne au titre de bien d'intérêt culturel depuis le 3 juin 1931.

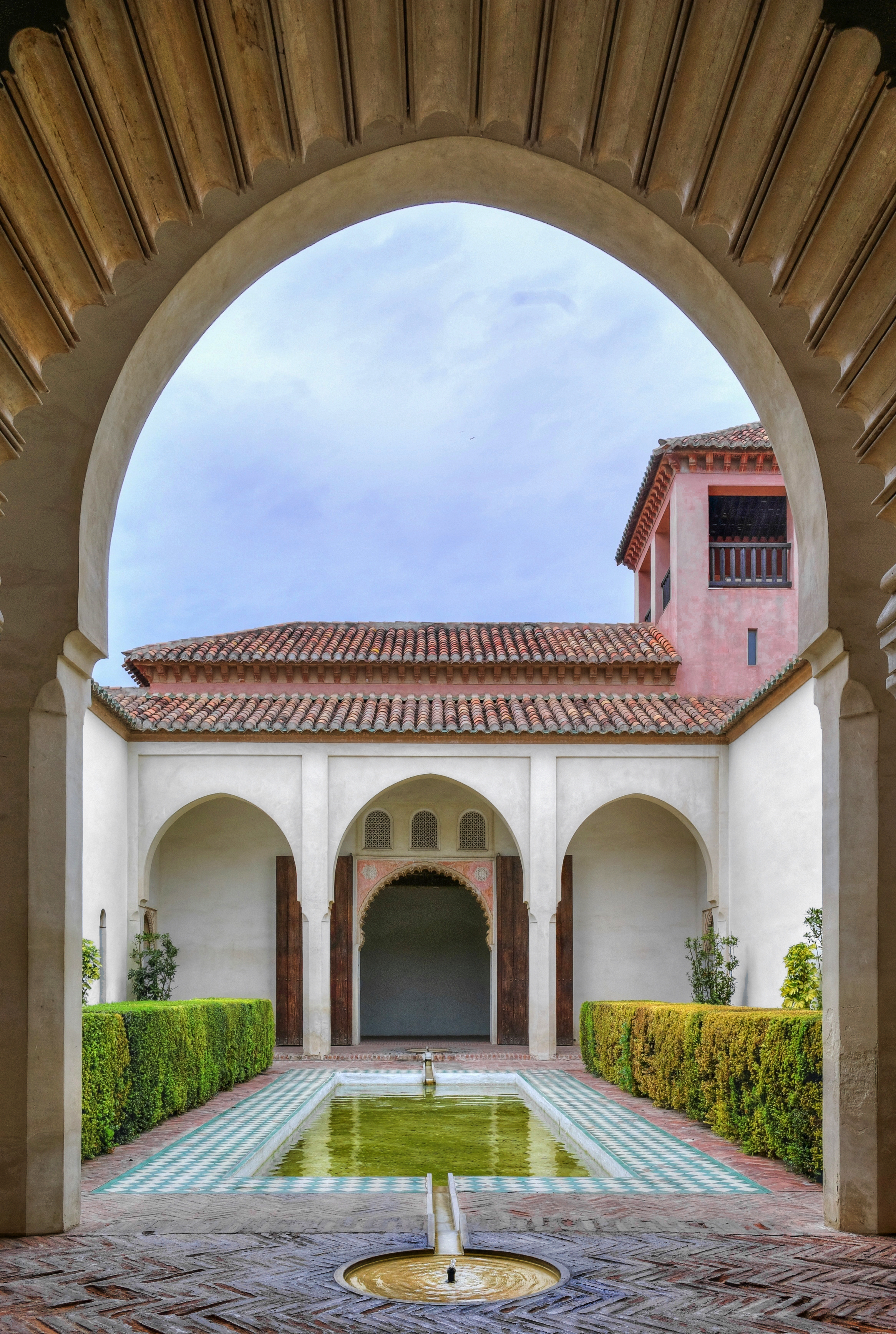
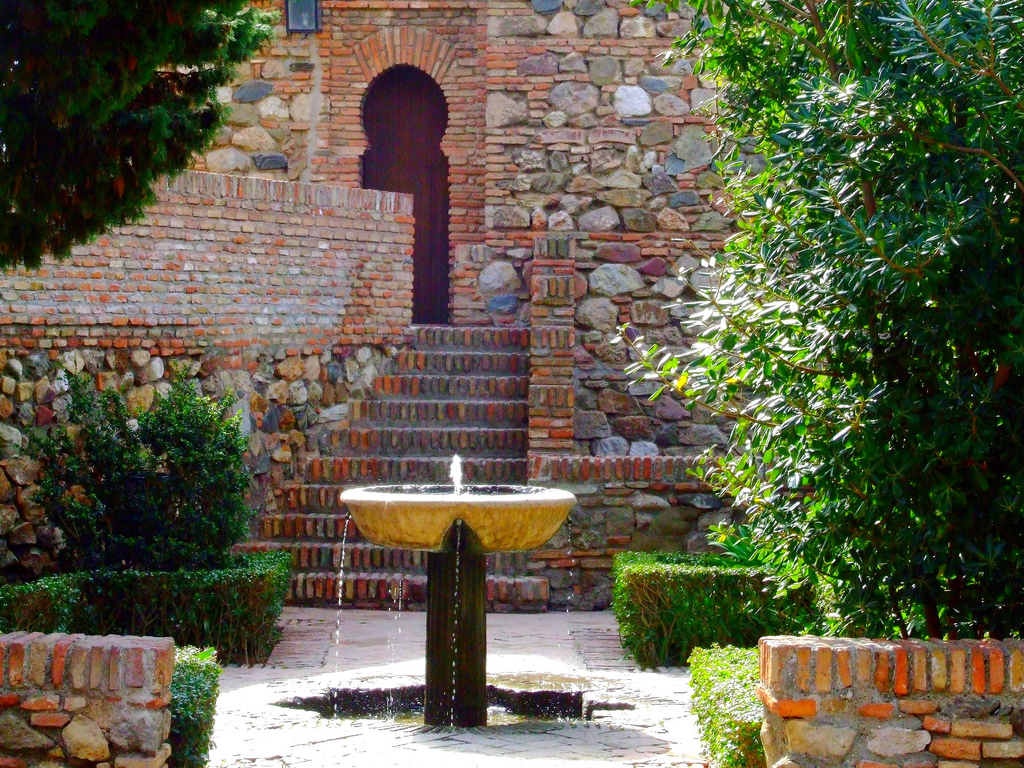
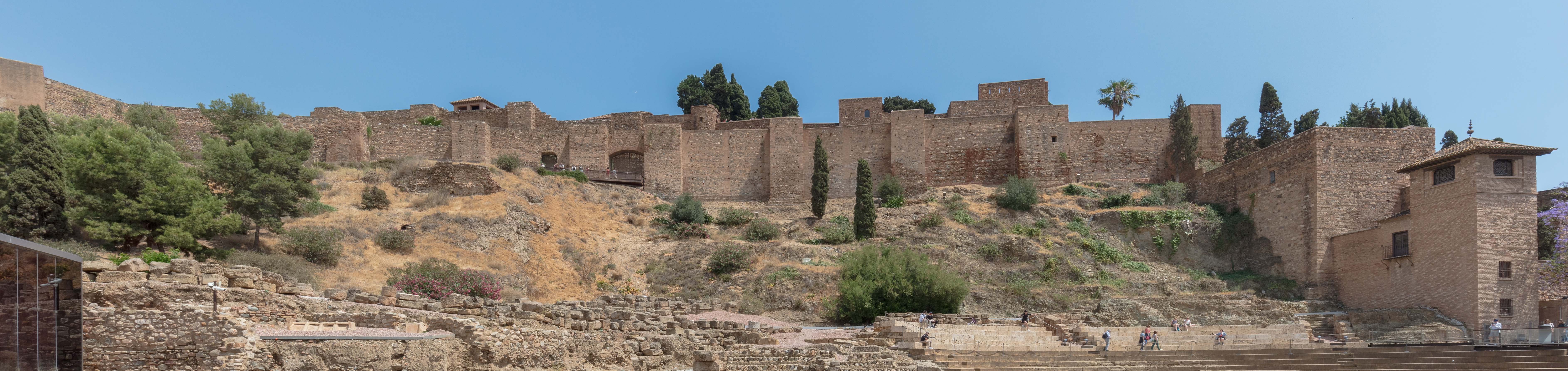
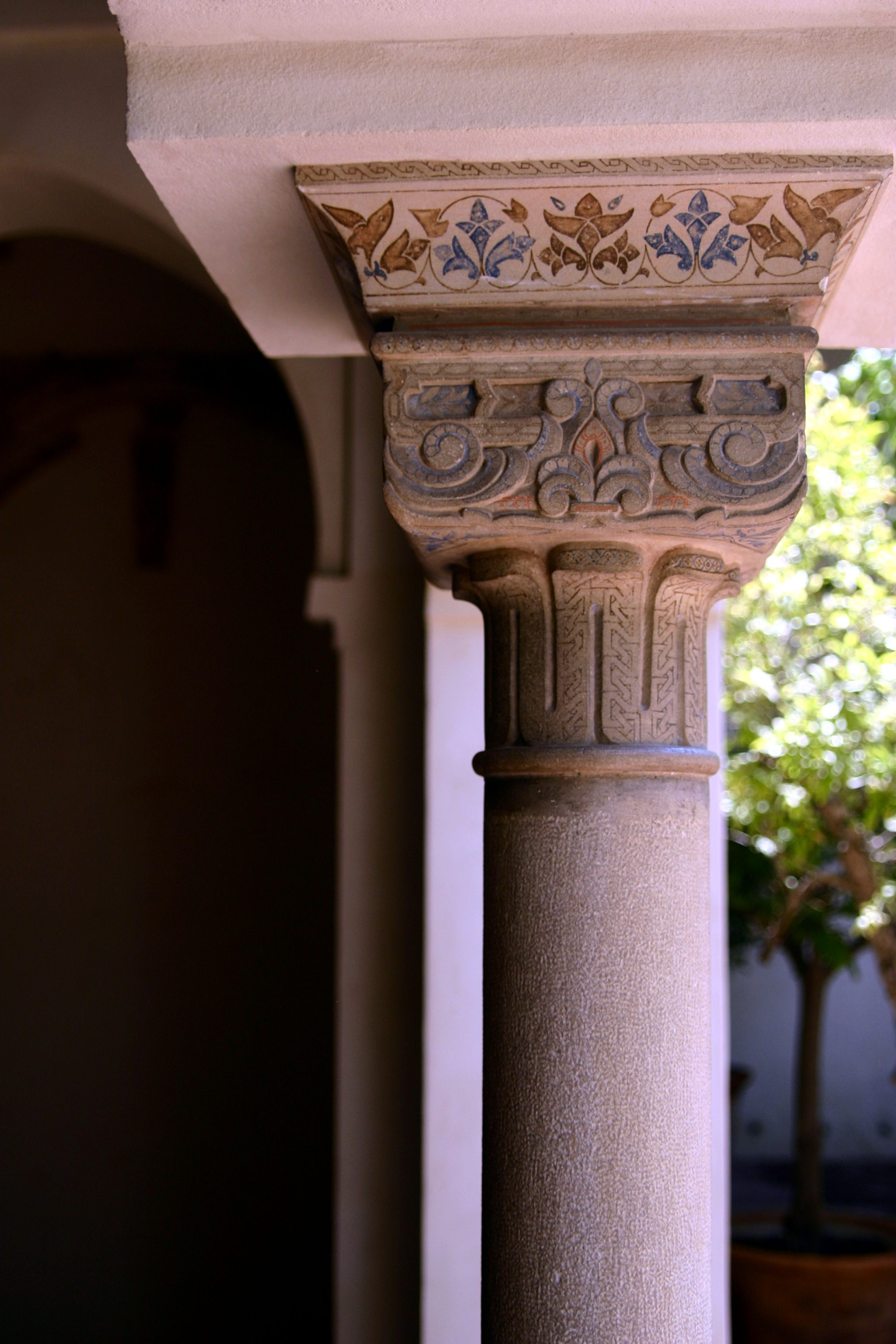
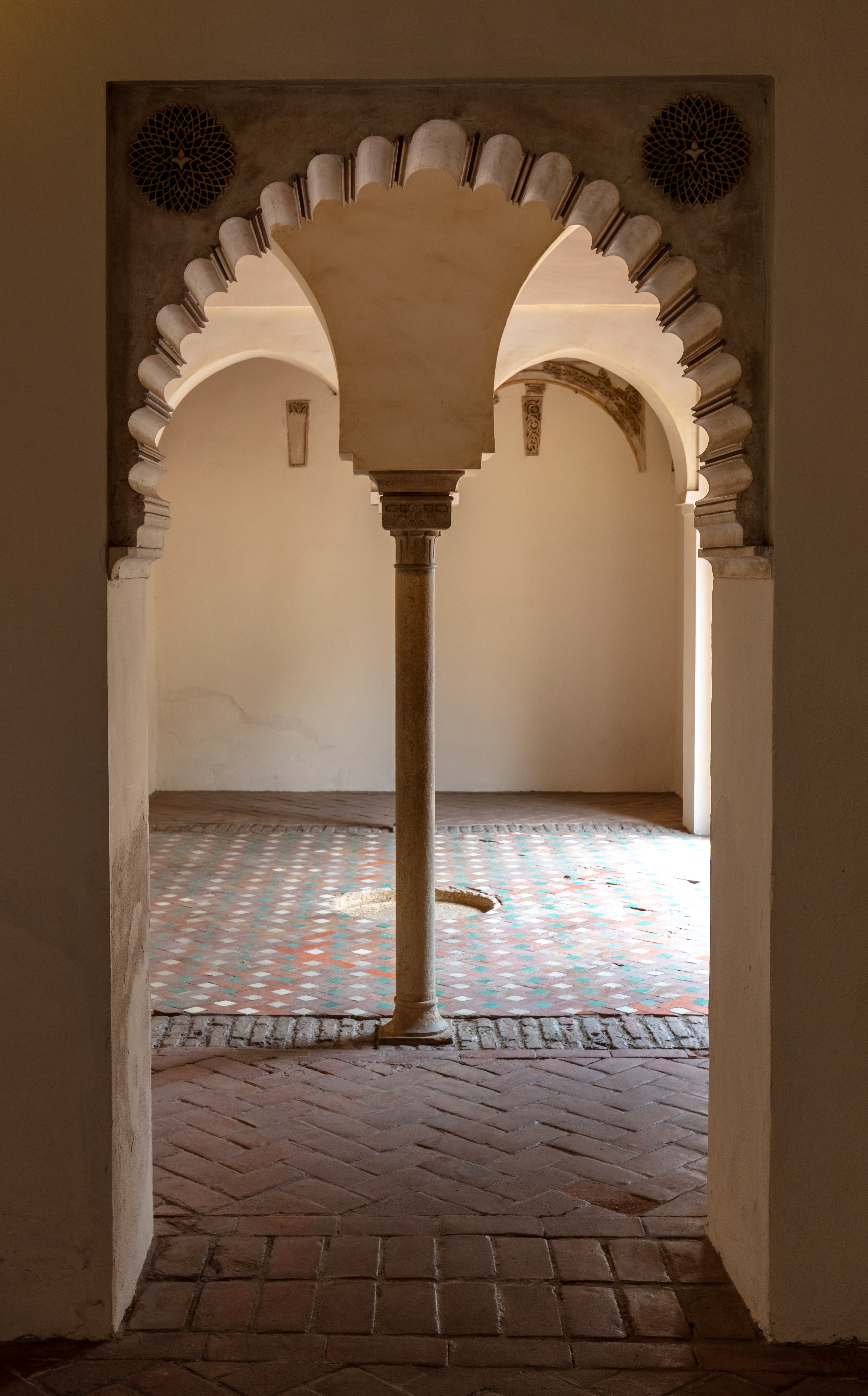
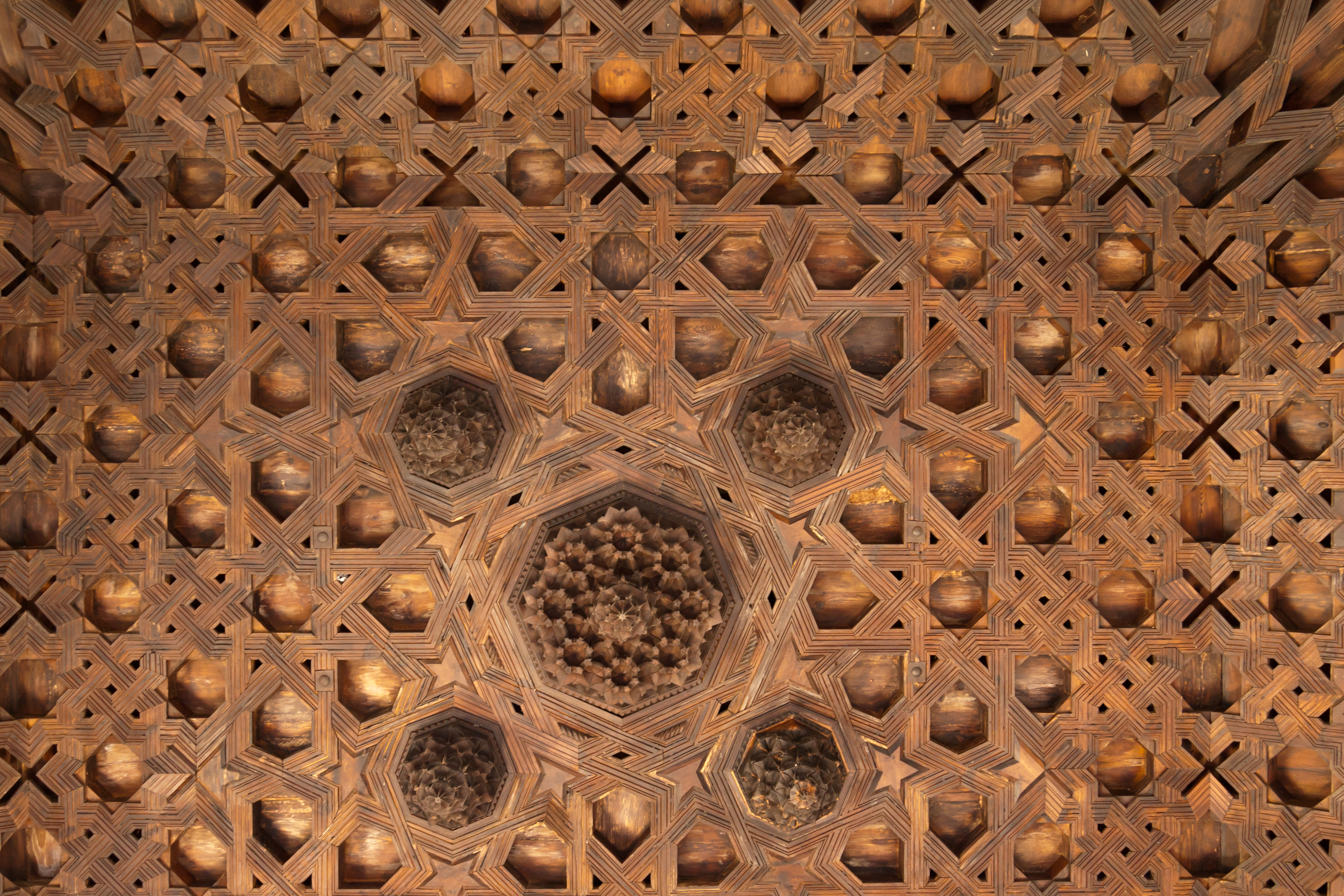